# Бейсбол на Олимпийских играх
Бейсбол на Олимпийских играх дебютировал (неофициально) в 1904 году на третьей Олимпиаде современности. Всего соревнования проводились на 13 Олимпиадах, последней из которых стала Токийская. За всё время в соревнованиях приняли участие 19 различных сборных, но только Япония участвовала во всех официальных соревнованиях. Бейсбол чаще других видов спорта был включён в программу Игр в статусе показательных выступлений, и лишь в 1992 году, на Играх в Барселоне, впервые были разыграны медали в этом виде спорта.
На совещании МОК в июле 2005 года бейсбол и софтбол были лишены статуса олимпийского вида спорта. Постановление вступило в силу с Олимпиады в Лондоне в 2012 году, но в 2020 году бейсбол был возвращён вместе с софтболом в список олимпийских дисциплин. На Олимпиаде 2024 года эти виды снова не будут представлены, но вернутся в программу в 2028 году.

## История
Первые соревнования по бейсболу на Олимпийских играх прошли в 1904 году. Через восемь лет, в Стокгольме команда США играла против команды Швеции и победила 13-3. На Олимпиаде в Берлине играли две американские команды. На Олимпиаде в Хельсинки 1952 года в качестве показательного вида был представлен песапалло (финская игра, напоминающая бейсбол), в который играли две финские команды. Австралия сыграла один показательный матч против команды США на играх 1956 года, а на играх 1964 года сыграли команды Японии и США.
Через 20 лет после этого на Олимпиаде 1984 года бейсбол был представлен вновь, как и на следующих играх в Сеуле.
Официально бейсбол был включён в программу Олимпиад начиная с Олимпиады 1992 года, тогда участвовало 8 команд. Профессиональные игроки к соревнованиям не допускались. В 2000 году к соревнованиям допустили профессионалов.

## Квалификация
Команде страны-организатора Олимпиады гарантируется место на соревнованиях. Остальные места определяются через квалификационные соревнования.

## Медальный зачёт (1992—2021)
| Общее количество медалей | Общее количество медалей | Общее количество медалей | Общее количество медалей | Общее количество медалей | Общее количество медалей |
| Место                    | Страна                   | Золото                   | Серебро                  | Бронза                   | Всего                    |
| ------------------------ | ------------------------ | ------------------------ | ------------------------ | ------------------------ | ------------------------ |
| 1                        | Куба                     | 3                        | 2                        | 0                        | 5                        |
| 2-3                      | США                      | 1                        | 1                        | 2                        | 4                        |
| 2-3                      | Япония                   | 1                        | 1                        | 2                        | 4                        |
| 4                        | Республика Корея         | 1                        | 0                        | 1                        | 2                        |
| 5-6                      | Тайвань                  | 0                        | 1                        | 0                        | 1                        |
| 5-6                      | Австралия                | 0                        | 1                        | 0                        | 1                        |
| 7                        | Доминиканская Республика | 0                        | 0                        | 1                        | 1                        |

## Страны
| НОК                      | 1992 | 1996 | 2000 | 2004 | 2008 | 2020 | Всего |
| ------------------------ | ---- | ---- | ---- | ---- | ---- | ---- | ----- |
| Австралия                |      | 7    | 6    | 2    |      |      | 3     |
| Греция                   |      |      |      | 7    |      |      | 1     |
| Доминиканская Республика | 6    |      |      |      |      | 3    | 1     |
| Израиль                  |      |      |      |      |      | 5    | 1     |
| Испания                  | 8    |      |      |      |      |      | 1     |
| Италия                   | 7    | 6    | 7    | 8    |      |      | 4     |
| Канада                   |      |      |      | 4    | 6    |      | 2     |
| Китай                    |      |      |      |      | 8    |      | 1     |
| Куба                     | 1    | 1    | 2    | 1    | 2    |      | 5     |
| Мексика                  |      |      |      |      |      | 6    | 1     |
| Нидерланды               |      | 5    | 5    | 6    | 7    |      | 4     |
| Никарагуа                |      | 4    |      |      |      |      | 1     |
| Пуэрто-Рико              | 5    |      |      |      |      |      | 1     |
| США                      | 4    | 3    | 1    |      | 3    | 2    | 5     |
| Тайвань                  | 2    |      |      | 5    | 5    |      | 3     |
| ЮАР                      |      |      | 8    |      |      |      | 1     |
| Республика Корея         |      | 8    | 3    |      | 1    | 4    | 4     |
| Япония                   | 3    | 2    | 4    | 3    | 4    | 1    | 6     |
| Всего НОК: 18            | 8    | 8    | 8    | 8    | 8    | 6    |       |